# VUB Open 2002
VUB Open 2002 — жіночий тенісний турнір, що проходив на закритих кортах з твердим покриттям Sibamac Arena у Братиславі (Словаччина). Належав до турнірів 5-ї категорії в рамках Туру WTA 2002. Турнір відбувся вчетверте і тривав з 14 до 20 жовтня 2002 року. Несіяна Мая Матевжич здобула титул в одиночному розряді й отримала 16 тис. доларів США.

## Переможниці та фіналістки

### Одиночний розряд
Мая Матевжич —  Івета Бенешова, 6–0, 6–1
- Для матевжич це був єдиний титул в одиночному розряді за кар'єру.

### Парний розряд
Мая Матевжич /  Генрієта Надьова —  Наталі Деші /  Мейлен Ту, 6–4, 6–0